# Carlos Fitz-James Stuart
 (juillet 2025).
Si vous disposez d'ouvrages ou d'articles de référence ou si vous connaissez des sites web de qualité traitant du thème abordé ici, merci de compléter l'article en donnant les références utiles à sa vérifiabilité et en les liant à la section « Notes et références ».
Carlos Juan Fitz-James Stuart y Martínez de Irujo, né à Madrid le 2 octobre 1948, est un aristocrate espagnol, 19e duc d'Albe de Tormes, chef de la maison d'Albe et figure importante de la société espagnole[réf. nécessaire]. 
Il est descendant direct du roi Jacques II d'Angleterre par le biais de son fils illégitime, Jacques Fitz-James, né de sa relation avec sa maîtresse Arabella Churchill.
Il possède trente-sept titres de noblesse, dont neuf avec grandesse d'Espagne. Il est le gestionnaire du patrimoine de la Maison d'Albe, l'administrateur de la fondation Casa de Alba et le vice-président d'honneur de l'association Hispania Nostra.

## Biographie
Il est né le 2 octobre 1948, à Madrid, en Espagne, au sein de l'une des familles les plus importantes de la noblesse espagnole, la Maison d'Albe, fils aîné de la 18e duchesse d'Albe de Tormes, Cayetana Fitz-James Stuart, et de Luis Martínez de Irujo y Artázcoz, lui-même enfant des ducs de Sotomayor et marquis de Casa Irujo. Il a interverti l'ordre de ses noms de famille, de même que son frère Jacobo, afin de s'appeler Fitz-James Stuart y Martínez de Irujo au lieu de Martínez de Irujo y Fitz-James Stuart. Il est diplômé en Droit de l'Université complutense de Madrid.
Le 18 juin 1988, il a épousé dans la cathédrale de Séville Matilde de Solís-Beaumont y Martínez de Campos, fille de Fernando Solís-Beaumont y Atienza, 10e marqués de la Motilla, et de son épouse, Isabel Martínez de Campos y Rodríguez-Garzón (fille des ducs de Seo de Urgel), ce mariage fut postérieurement déclaré nul en 2006. Ils ont eu deux fils :
- Fernando Juan Fitz-James Stuart y Solís (né en 1990), 17e duc de Huéscar, marié depuis 2018 avec Sofía Palazuelo Barroso :
  - Rosario Fitz-James Stuart y Palazuelo (2020) ;
  - Sofía Fitz-James Stuart y Palazuelo (2023).
- Carlos Fitz-James Stuart y Solís (es) (né en 1991), 22e comte de Osorno, marié depuis 2021 avec Belén Corsini de Lacalle :
  - Carlos Fitz-James Stuart y Corsini (2024) ;
  - Fadrique Fitz-James Stuart y Corsini (2025).

Dans sa jeunesse, et postérieurement, en 2006, le duc de Huéscar eut une relation avec la femme d'affaires millionnaire Alicia María de Koplowitz y Romero de Juseú, ancienne marquise de Bellavista (en mars 2017, Koplowitz perdit son titre après une bataille légale contre la nonagénaire cubaine María Elena de Cárdenas y González, qui y avait un meilleur droit).

## Titres de noblesse

Couronne de grand d'Espagne.

Carlos Fitz-James Stuart possède trente-sept titres de noblesse, desquels neuf ont associée la grandesse d'Espagne.

### Titres avec grandesse d'Espagne

#### 3 duchés
- 19e duc d'Albe de Tormes
- 12e duc de Berwick (en) (pairie jacobite transformée en titre espagnol)
- 16e duc de Huéscar (en) ; depuis le 15 février 2015, ce titre est cédé à son fils Fernando Juan Fitz-James-Stuart y Solís (comme 17e duc)
- 12e duc de Liria y Jérica (es)

#### 1 comté-duché
- 15e comte-duc (d) d'Olivares

#### 1 marquisat
- 17e marquis du Carpio (en)

#### 4 comtés
- 23e comte de Lemos
- 20e comte de Lerín (es), connétable de Navarre et de Éibar
- 22e comte de Miranda del Castañar (es)
- 17e comte de Monterrey (es)
- 21e comte d'Osorno (en) ; depuis le 15 février 2015, ce titre est cédé à son fils Carlos Fitz-James-Stuart y Solís (comme 22e comte)

### Titres sans grandesse d'Espagne

#### 15 marquisats
- 17e marquis de la Algaba (es)
- 19e marquis de Barcarrota (es)
- 19e marquis de Castañeda
- 20e marquis de Coria (es)
- 13e marquis d'Eliche (es)
- 18e marquis de Mirallo (es)
- 22e marquis de la Mota (es)
- 21e marquis de Moya (es)
- 12e marquis d'Osera (es)
- 17e marquis de San Leonardo (es)
- 20e marquis de Sarria
- 13e marquis de Tarazona (es)
- 17e marquis de Valdunquillo (es)
- 22e marquis de Villanueva del Fresno (en)
- 17e marquis de Villanueva del Río (es)

#### 11 comtés
- 21e comte de Villalba
- 24e comte de San Esteban de Gormaz (es)
- 12e comte de Santa Cruz de la Sierra (es)
- 21e comte d'Andrade (es)
- 16e comte d'Ayala (es)
- 16e comte de Casarrubios del Monte (es)
- 13e comte de Fuentes de Valdepero (es)
- 12e comte de Fuentidueña (es)
- 17e comte de Galve (es)
- 19e comte de Gelves (es)
- 22e comte de Módica (en) (titre d'origine sicilienne).

#### 1 vicomté
- 14e vicomte de la Calzada (es)

#### 1 seigneurie
- 30e seigneur de Moguer (es)

## Décorations
- Chevalier grand-croix de l'ordre royal d'Isabelle la Catholique[4]
- Chevalier grand-croix de justice de l'ordre sacré et militaire constantinienne de Saint-George[5] (Vice-grand préfet de 1970 à 1990).
- Chevalier de l'insigne ordre de Saint-Janvier[6].
- Chevalier de la Real Maestranza de Caballería de Séville.
  - Patron de la Fondation Focus-Abengoa (15 novembre de 2004).
  - Patron de la Fondation Casa de Alba.
  - Académique numéraire de l'Académie royale des Beaux-Arts de Sainte-Isabelle de Hongrie de Séville[7] (2015).